# Брызгалов, Егор Андреевич
Егор Андреевич Брызгалов (род. 3 января 2001, Киров) — российский хоккеист, нападающий.

## Биография
Встал на коньки в 3 года. До 14 лет играл в кировской школе «Вятка», в декабре 2015 года перешёл в московское «Динамо». С сезона 2017/18 стал играть в МХЛ за МХК «Динамо» Москва. Выступал в ВХЛ за «Динамо» Тверь / Красногорск (2019/20 — 2020/21), «Динамо» СПб (с 2021/22). 7 сентября 2020 года в домашнем матче со «Спартаком» (1:3) дебютировал в КХЛ за «Динамо».

## Достижения
- Чемпион МХЛ 2021
- Обладатель Кубка Харламова 2021
- Серебряный призёр юниорского чемпионата мира 2019 года
- Второй призер чемпионата ВХЛ 2022
- Финалист Кубка Петрова 2022

## Увлечения
В свободное время увлекается компьютерными играми, особенно Counter-Strike. В детстве активно участвовал в местных LAN-турнирах и даже выигрывал несколько из них. Имеет на FACEIT 4054 эло. Любимое оружие - AWP. За свой уникальный стиль игры получил прозвище "байтер".